# SS Jeremiah O'Brien
La SS Jeremiah O'Brien è una nave da trasporto classe Liberty costruita in soli 56 giorni per le operazioni navali degli alleati durante la seconda guerra mondiale. Prese il nome dal capitano della guerra d'indipendenza americana Jeremiah O'Brien (1744-1818). La nave, che si trova oggi presso il Fisherman's Wharf di San Francisco in California, è una delle poche unità sopravvissute delle iniziali 6.939 che parteciparono alla invasione di Normandia durante lo Sbarco in Normandia nel 1944.
È una delle sole due navi Liberty della seconda guerra mondiale ad essere ancora operativa negli Stati Uniti, mentre l'altra è la SS John W. Brown ormeggiata a Baltimora.
James Cameron ha girato alcune delle scene della sala macchine del Titanic all'interno della nave della libertà SS Jeremiah O'Brien a San Francisco.